# Kuba a 2011-es úszó-világbajnokságon
Kuba a 2011-es úszó-világbajnokságon 27 sportolóval vett részt.

## Műugrás
Férfi
| Versenyző                            | Esemény                        | Selejtező | Selejtező | Elődöntő          | Elődöntő          | Döntő               | Döntő               |
| Versenyző                            | Esemény                        | Pont      | Helyezés  | Pont              | Helyezés          | Pont                | Helyezés            |
| ------------------------------------ | ------------------------------ | --------- | --------- | ----------------- | ----------------- | ------------------- | ------------------- |
| Rene Hernandez                       | Férfi 3 méteres műugrás        | 327.90    | 43        | Nem jutott tovább | Nem jutott tovább | Nem jutott tovább   | Nem jutott tovább   |
| Jorge Luis Pupo                      | Férfi 3 méteres műugrás        | 367.10    | 32        | Nem jutott tovább | Nem jutott tovább | Nem jutott tovább   | Nem jutott tovább   |
| Jeinkler Aguirre                     | Férfi 10 méteres toronyugrás   | 443.55    | 10 Q      | 411.10            | 15                | Nem jutott tovább   | Nem jutott tovább   |
| Jose Antonio Guerra                  | Férfi 10 méteres toronyugrás   | 139.90    | 36        | Nem jutott tovább | Nem jutott tovább | Nem jutott tovább   | Nem jutott tovább   |
| Deyne Castellanos Jorge Luis Pupo    | Férfi 3 méteres szinkronugrás  | 345.63    | 14        |                   |                   | Nem jutottak tovább | Nem jutottak tovább |
| Jeinkler Aguirre Jose Antonio Guerra | Férfi 10 méteres szinkronugrás | 368.01    | 12 Q      |                   |                   | 371.82              | 12                  |

Női
| Versenyző       | Esemény                    | Selejtező | Selejtező | Elődöntő          | Elődöntő          | Döntő             | Döntő             |
| Versenyző       | Esemény                    | Pont      | Helyezés  | Pont              | Helyezés          | Pont              | Helyezés          |
| --------------- | -------------------------- | --------- | --------- | ----------------- | ----------------- | ----------------- | ----------------- |
| Sahily Martinez | Női 10 méteres toronyugrás | 242.05    | 28        | Nem jutott tovább | Nem jutott tovább | Nem jutott tovább | Nem jutott tovább |
| Annia Rivera    | Női 10 méteres toronyugrás | DNS       | DNS       | Nem jutott tovább | Nem jutott tovább | Nem jutott tovább | Nem jutott tovább |

## Úszás
Férfi
| Versenyző             | ESemény                         | Selejtező | Selejtező | Elődöntő          | Elődöntő          | Döntő             | Döntő             |
| Versenyző             | ESemény                         | Idő       | Helyezés  | Idő               | Helyezés          | Idő               | Helyezés          |
| --------------------- | ------------------------------- | --------- | --------- | ----------------- | ----------------- | ----------------- | ----------------- |
| Hanser Garcia         | Férfi 50 méteres gyorsúszás     | 22.72     | 29        | Nem jutott tovább | Nem jutott tovább | Nem jutott tovább | Nem jutott tovább |
| Hanser Garcia         | Férfi 100 méteres gyorsúszás    | 48.99     | 18        | Nem jutott tovább | Nem jutott tovább | Nem jutott tovább | Nem jutott tovább |
| Pedro Medel           | Férfi 50 méteres hátúszás       | 26.08     | 24        | Nem jutott tovább | Nem jutott tovább | Nem jutott tovább | Nem jutott tovább |
| Pedro Medel           | Férfi 200 méteres hátúszás      | 2:02.16   | 27        | Nem jutott tovább | Nem jutott tovább | Nem jutott tovább | Nem jutott tovább |
| Alex Hernandez Medina | Férfi 100 méteres hátúszás      | 58.15     | 44        | Nem jutott tovább | Nem jutott tovább | Nem jutott tovább | Nem jutott tovább |
| Alex Hernandez Medina | Férfi 100 méteres pillangóúszás | 55.34     | 43        | Nem jutott tovább | Nem jutott tovább | Nem jutott tovább | Nem jutott tovább |

## Szinkronúszás
Női
| Versenyző                          | Esemény               | Selejtező | Selejtező | Döntő               | Döntő               |
| Versenyző                          | Esemény               | Pont      | Helyezés  | Pont                | Helyezés            |
| ---------------------------------- | --------------------- | --------- | --------- | ------------------- | ------------------- |
| Barbara Luna                       | Egyéni rövid program  | 67.500    | 31        | Nem jutott tovább   | Nem jutott tovább   |
| Barbara Luna                       | Egyéni szabad program | 69.510    | 26        | Nem jutott tovább   | Nem jutott tovább   |
| Lianne Caraballo Darlys Rodriguez  | Páros rövid program   | 71.400    | 35        | Nem jutottak tovább | Nem jutottak tovább |
| Lianne Caraballo Arianne Rodriguez | Páros szabad program  | 70.330    | 36        | Nem jutottak tovább | Nem jutottak tovább |

## Vízilabda

### Női
Csapat
- Mairelis Lisandra Zunzunegui Morgan – Kapitány
- Daniela Escalona Santos
- Yeliana Caridad Bravo Curro
- Hirovis Hernendez Consuegra
- Danay Gutierrez More
- Mayelin Bernal Villa
- Yanet Lopez Hernandez
- Yadira Oms Barroso
- Dayana Morales Marrero
- Yordanka Pujol Palacio
- Lisbeth Santana Sosa
- Neldys Truffin Abreu
- Arisney Ramos Betancourt

#### D csoport
| Csapat      | M | Gy | D | V | G+ | G– | Gk  | P |
| ----------- | - | -- | - | - | -- | -- | --- | - |
| Olaszország | 3 | 3  | 0 | 0 | 40 | 15 | +25 | 6 |
| Kína        | 3 | 2  | 0 | 1 | 50 | 21 | +29 | 4 |
| Kuba        | 3 | 0  | 1 | 2 | 19 | 40 | −21 | 1 |
| Dél-Afrika  | 3 | 0  | 1 | 2 | 16 | 49 | −33 | 1 |

| 2011. július 17. 17:40 | Olaszország          | 12 – 4      | Kuba                   | Sanghaj Nézőszám: 300 Játékvezetők: Juhász (HUN), Wengenroth (SUI) |
| 2011. július 17. 17:40 | (4–1, 2–1, 3–0, 3–2) |             |                        | Sanghaj Nézőszám: 300 Játékvezetők: Juhász (HUN), Wengenroth (SUI) |
| 2011. július 17. 17:40 | három játékos 3      | Jegyzőkönyv | Hernandez, Gutierrez 2 | Sanghaj Nézőszám: 300 Játékvezetők: Juhász (HUN), Wengenroth (SUI) |

| 2011. július 19. 21:00 | Kína                 | 19 – 6      | Kuba                                  | Sanghaj Nézőszám: 700 Játékvezetők: Balfanbajev (KAZ), Gonzalez (PUR) |
| 2011. július 19. 21:00 | (6–2, 4–0, 5–2, 4–2) |             |                                       | Sanghaj Nézőszám: 700 Játékvezetők: Balfanbajev (KAZ), Gonzalez (PUR) |
| 2011. július 19. 21:00 | Wang Yi 4            | Jegyzőkönyv | Hernendez Consuegra, Gutierrez More 2 | Sanghaj Nézőszám: 700 Játékvezetők: Balfanbajev (KAZ), Gonzalez (PUR) |

| 2011. július 21. 12:10 | Dél-Afrika           | 9 – 9       | Kuba                               | Sanghaj Nézőszám: 250 Játékvezetők: Reemnet (NED), Makita (JPN) |
| 2011. július 21. 12:10 | (3–3, 1–1, 1–1, 4–4) |             |                                    | Sanghaj Nézőszám: 250 Játékvezetők: Reemnet (NED), Makita (JPN) |
| 2011. július 21. 12:10 | Harris 5             | Jegyzőkönyv | Bravo Curro, Hernandez Consuegra 3 | Sanghaj Nézőszám: 250 Játékvezetők: Reemnet (NED), Makita (JPN) |

#### Negyeddöntőbe jutásért
| 29. mérkőzés 2011. július 23. 16:50 | Oroszország          | 26 – 4      | Kuba                  | Sanghaj Nézőszám: 750 Játékvezetők: Pinker (RSA), Makita (JPN) |
| 29. mérkőzés 2011. július 23. 16:50 | (5–1, 8–0, 6–1, 7–2) |             |                       | Sanghaj Nézőszám: 750 Játékvezetők: Pinker (RSA), Makita (JPN) |
| 29. mérkőzés 2011. július 23. 16:50 | Liszunova 5          | Jegyzőkönyv | Hernendez Consuegra 2 | Sanghaj Nézőszám: 750 Játékvezetők: Pinker (RSA), Makita (JPN) |

#### A 9–12. helyért
| 33. mérkőzés 2011. július 25. 11:20 | Új-Zéland            | 10 – 11     | Kuba             | Sanghaj Nézőszám: 300 Játékvezetők: Ni (CHN), Pinker (RSA) |
| 33. mérkőzés 2011. július 25. 11:20 | (2–3, 4–3, 3–2, 1–3) |             |                  | Sanghaj Nézőszám: 300 Játékvezetők: Ni (CHN), Pinker (RSA) |
| 33. mérkőzés 2011. július 25. 11:20 | Bowry 3              | Jegyzőkönyv | Gutierrez More 5 | Sanghaj Nézőszám: 300 Játékvezetők: Ni (CHN), Pinker (RSA) |

#### A 9. helyért
| 40. mérkőzés 2011. július 27. 10:50 | Kuba                                  | 7 – 12      | Magyarország | Sanghaj Nézőszám: 250 Játékvezetők: Wengenroth (SUI), Rotsart (USA) |
| 40. mérkőzés 2011. július 27. 10:50 | (2–4, 3–2, 0–5, 2–1)                  |             |              | Sanghaj Nézőszám: 250 Játékvezetők: Wengenroth (SUI), Rotsart (USA) |
| 40. mérkőzés 2011. július 27. 10:50 | Hernendez Consuegra, Gutierrez More 3 | Jegyzőkönyv | Czigány 3    | Sanghaj Nézőszám: 250 Játékvezetők: Wengenroth (SUI), Rotsart (USA) |